# Izquierda Unida Extremadura
Izquierda Unida Extremadura es la federación extremeña de IU, una fuerza política española de izquierdas, republicana y federalista. Su coordinadora regional es Nerea Fernández, exdiputada en la Asamblea de Extremadura por la provincia de Cáceres.
Tras las elecciones autonómicas de 2011, y ante la opción de apoyar al Partido Socialista o al Partido Popular, Izquierda Unida Extremadura se abstuvo en la votación de investidura.
Formó gobierno José Antonio Monago, candidato del Partido Popular, la formación que más votos había obtenido. Como consecuencia, el PSOE pasó a la oposición por primera vez en la etapa autonómica de Extremadura.

## Resultados electorales

### Elecciones a la Asamblea de Extremadura
| Comicios | Candidato            | # de votos  | % de votos | Procuradores | +/-         | Estado             |
| -------- | -------------------- | ----------- | ---------- | ------------ | ----------- | ------------------ |
| 1987     | Manuel Pareja        | 32.240 (#5) | 5,46 %     | 2/65         | 2a          | Oposición          |
| 1991     | Manuel Pareja        | 41.290 (#3) | 7,11 %     | 4/65         | 2           | Oposición          |
| 1995     | Ricardo Sosa Castaño | 69.387 (#3) | 10,64 %    | 6/65         | 2           | Oposición          |
| 1999     | Manuel Cañada        | 39.132 (#3) | 6,05 %     | 3/65         | 3           | Oposición          |
| 2003     | Manuel Cañada        | 41.448 (#3) | 6,36 %     | 3/65         | Sin cambios | Oposición          |
| 2007     | Víctor Casco         | 30.028 (#3) | 4,57 %     | 0/65         | 3           | Extraparlamentario |
| 2011     | Pedro Escobar Muñoz  | 38.157 (#3) | 5,80 %     | 3/65         | 3           | Oposición          |
| 2015     | Pedro Escobar Muñoz  | 27.122 (#5) | 4,25 %     | 0/65         | 3           | Extraparlamentario |
| 2019b    | Irene de Miguel      | 44.309 (#4) | 7,20 %     | 1/65         | 1           | Oposición          |
| 2023b    | Irene de Miguel      | 36.836 (#4) | 6,02 %     | 1/65         | Sin cambios | Oposición          |

a Respecto al resultado del PCE en 1983.
b En la coalición Unidas por Extremadura.

### Elecciones generales
| Comicios          | # de votos | % de votos | Diputados | Posición | Observaciones            |
| ----------------- | ---------- | ---------- | --------- | -------- | ------------------------ |
| 1986              | 23523      | 3.9%       | 0/11      | 4º       |                          |
| 1989              | 42166      | 6.87%      | 0/11      | 4º       |                          |
| 1993              | 52214      | 7.84%      | 0/11      | 3º       |                          |
| 1996              | 62502      | 8.9%       | 0/11      | 3º       |                          |
| 2000              | 30865      | 4.7%       | 0/11      | 3º       |                          |
| 2004              | 24158      | 3.47%      | 0/10      | 3º       |                          |
| 2008              | 20606      | 2.95%      | 0/10      | 3º       |                          |
| 2011              | 37766      | 5.7%       | 0/10      | 3º       |                          |
| 2015              | 19590      | 3.02%      | 0/10      | 5º       | Dentro de Unidad Popular |
| 2016              | 80346      | 13.08%     | 0/10      | 3º       | Dentro de Unidos Podemos |
| Abril de 2019     | 62544      | 9.52%      | 0/10      | 5º       | Dentro de Unidas Podemos |
| Noviembre de 2019 | 54072      | 9.11%      | 0/10      | 4º       | Dentro de Unidas Podemos |
| 2023              | 43132      | 6,88%      | 0/9       | 4º       | Dentro de Sumar          |